# 중앙호수공원
중앙호수공원은 충청남도 서산시 읍내동 40에 있는 공원이다. 서산시청 산림공원과에서 관리한다. 2008년 9월 11일 개원하였다.

## 시설
- 음악분수
- 원형광장
- 팔각정
- 운동시설

## 역사
- 2005년 9월 30일: 충청남도청이 '중앙 저수지'가 포함된 '서산 예천지구 도시개발사업'을 승인함[2]
- 2008년 9월 11일: 준공기념 시민축제와 함께 개원[1]